# Dominick Muermans
Dominick Muermans (* 17. Juli 1984 in Geleen) ist ein niederländischer Rennfahrer.

## Karriere
Muermans begann seine Motorsportkarriere 2005 im Formelsport. Er wurde Elfter in der niederländischen Formel Renault und 21. in der deutschen Formel Renault. 2006 trat der Niederländer für Van Amersfoort Racing im deutschen Formel-3-Cup an. Er belegte den 21. Platz im Gesamtklassement. Außerdem nahm er mit seinem Rennstall an einem Rennwochenende der Formel-3-Euroserie teil und wurde 29. in der Fahrerwertung. 2007 trat Muermans für Ombra Racing in der Internationalen Formel Master an. Sein Teamkollege war Johnny Cecotto jr. Während Cecotto mit mehreren Podest-Platzierungen Achter geworden war, erzielte der Niederländer einen Punkt und beendete die Saison auf Platz 28. Darüber hinaus nahm er an zwei Rennen der Atlantic Championship teil und belegte den 28. Gesamtrang. Zur Saisonmitte kehrte Muermans zudem in den deutschen Formel-3-Cup zurück. Er erzielte regelmäßig Punkte und wurde Zehnter in der Gesamtwertung. Darüber hinaus trat er als Gaststarter zu zwei Rennen der britischen Formel-3-Meisterschaft an.
2008 nahm der Niederländer an der kompletten Saison der Atlantic Championship für Condor Motorsports startend teil. Mit einem fünften Platz als bestes Resultat belegte er den 14. Gesamtrang. Damit unterlag er seinem Teamkollegen und Landsmann Junior Strous, der Fünfter wurde. Außerdem nahm er an einem Rennwochenende der ersten Saison der Superleague Formula für das von Azerti Motorsport betreute Team des Al Ain Clubs teil. 2009 begann Muermans die Superleague-Formula-Saison für das von Azerti betreute Team der PSV Eindhoven. Nachdem er an den ersten drei Rennwochenenden keine Platzierung unter den ersten zehn Piloten erreicht hatte, wurde er durch seinen Landsmann Carlo van Dam ersetzt. 2010 nahm Muermans an keiner Rennserie teil.

## Karrierestationen
- 2005: Niederländische Formel Renault (Platz 11); deutsche Formel Renault (Platz 21)
- 2006: Deutscher Formel-3-Cup (Platz 21); Formel-3-Euroserie (Platz 29)
- 2007: Internationale Formel Master (Platz 28); deutscher Formel-3-Cup (Platz 10); Atlantic Championship (Platz 28)
- 2008: Atlantic Championship (Platz 14); Superleague Formula
- 2009: Superleague Formula